# Білопільське комісарство
Білопільське комісарство — адміністративно-територіальна одиниця  Слобідсько-Української губернії Російської імперії в 1765-1780 роках. 
Адміністративним центром було місто Білопілля.

## Історія

### Заснування комісарств на Слобідській Україні
У зв’язку зі скасування козацького устрою в Слобідській Україні в 1765 році, на території козацьких полків, було утворено Слобідсько-Українську губернію з губернським містом Харків. Губернія мала поділ на п’ять провінцій (Харківська, Охтирська, Ізюмська, Острогозька, Сумська), які збігалися з кількістю 5 скасованих козацьких полків (Харківський полк, Охтирський полк, Ізюмський полк, Сумський полк та Острогозький полк). Провінції які входили до складу губернії в свою чергу поділялися на дрібніші утворення – «комісарства». Кожне комісарство було утворене з території кількох сотень скасованих полків. В цьому адміністративно-територіальний поділ воєнізованої Слобідсько-Української губернії, різнився від інших раніше заснованих губерній (наприклад Бєлгородська губернія), які поділялися на «цивільні» повіти. Така форма врядування під назвою «комісарство» з усіх губерній Російської імперії існувала тільки в прикордонних і військових областях (Стародубський полк, Олонецька губернія, Закаспійська область) і своєю назвою наголошувала на воєнізованому характері.

### Заснування Білопільського комісарства
У зв’язку з розформуванням козацьких полків, сотенний центр Білопільської сотні Сумського слобідського козацького полку, стає центром Білопільського комісарства, Сумської провінції Слобідсько-Української губернії
У листопаді 1775 року розподіл губерній на провінції було скасовано, але провінції існували до 1779 року, коли її було перейменовано на «округи»..

### Скасування Білопільського комісарства
У 1780 — 1781 роках, у процесі адміністративно-територіальної реформи, провінції та комісарства було скасовано, замість цього створено повіти. Білопілля стає повітовим центром (1780-1797) Харківського намісництва.

## Уряд
У центрах комісарств містилися «комісарські правління». Їм підлягала територія і населення. На чолі комісарських правлінь стояли комісари, яких призначали з місцевих дворян або козацької старшини.
Основними функціями комісарів був збір податків (здебільше подушного) і поліційні обов'язки (підтримання порядку). Комісари відали всіма адміністративно-господарськими, фінансовими та незначними судовими справами на підвідомчій території.
Основною одиницею комісарства були «державні військові слободи». У них жили здебільшого «військові обивателі».